# نهائي كأس إيطاليا 2006
نهائي كأس إيطاليا 2006 هي المباراة النهائية من منافسة كأس إيطاليا 2005–06، أقيمت المباراة في 2006، بين فريقي نادي روما، ونادي إنتر ميلانو، وفاز فيها نادي إنتر ميلانو، بعد أن هزم نادي روما، بنتيجة 2 - 4.

## تفاصيل المباراة
لعبت المباراة النهائية في 2006.
| نادي روما | 2 -4 | نادي إنتر ميلانو |
| --------- | ---- | ---------------- |
|           |      |                  |